# Кастельет-де-Баньолес
Кастельет-де-Баньолес (кат. Castellet de Banyoles) — древнее иберийское поселение, расположенное в населённом пункте Тивиса на северо-востоке Испании.
С 1978 года территория бывшего поселения объявлена испанскими властями археологическим памятником.

## Исследования
В результате раскопок местности, где находился Кастельет-де-Баньолес, археологи нашли подтверждение того, что именно на его месте был позднее возведён город Баньолес. Также учёным стало известно о том, что в период с IV по III века до н.э. в этом поселении проживали илеркаоны, а сам Кастельет-де-Баньолес имел большое геостратегическое значение во время Второй Пунической войны за счёт протяжённости своих границ (около 4,5 гектаров). Итогом раскопок начала XX века стало нахождение на территории поселения части стены с воротами и нескольких партий иберийских золотых изделий и древнегреческих драхм. Возобновлённые в 1998 раскопки позволили дополнить уже имеющиеся данные об объекте и установить дату постройки нескольких домов в поселении (III век до нашей эры). В 2010 году раскопки подтвердили данные о городском характере поселения, определив границы двух разрушенных домов площадью от 30 до 250 квадратных метров, разделённых большой улицей длиной двенадцать метров.

## Статус
Комплекс иберийского поселения Кастельет де Баньолес был объявлен историко-художественным и национальным археологическим памятником в 1978 году (Королевский Декрет 2947 от 27 октября и BOE от 15 декабря).